# Sint-Bavokerk (Noorderwijk)

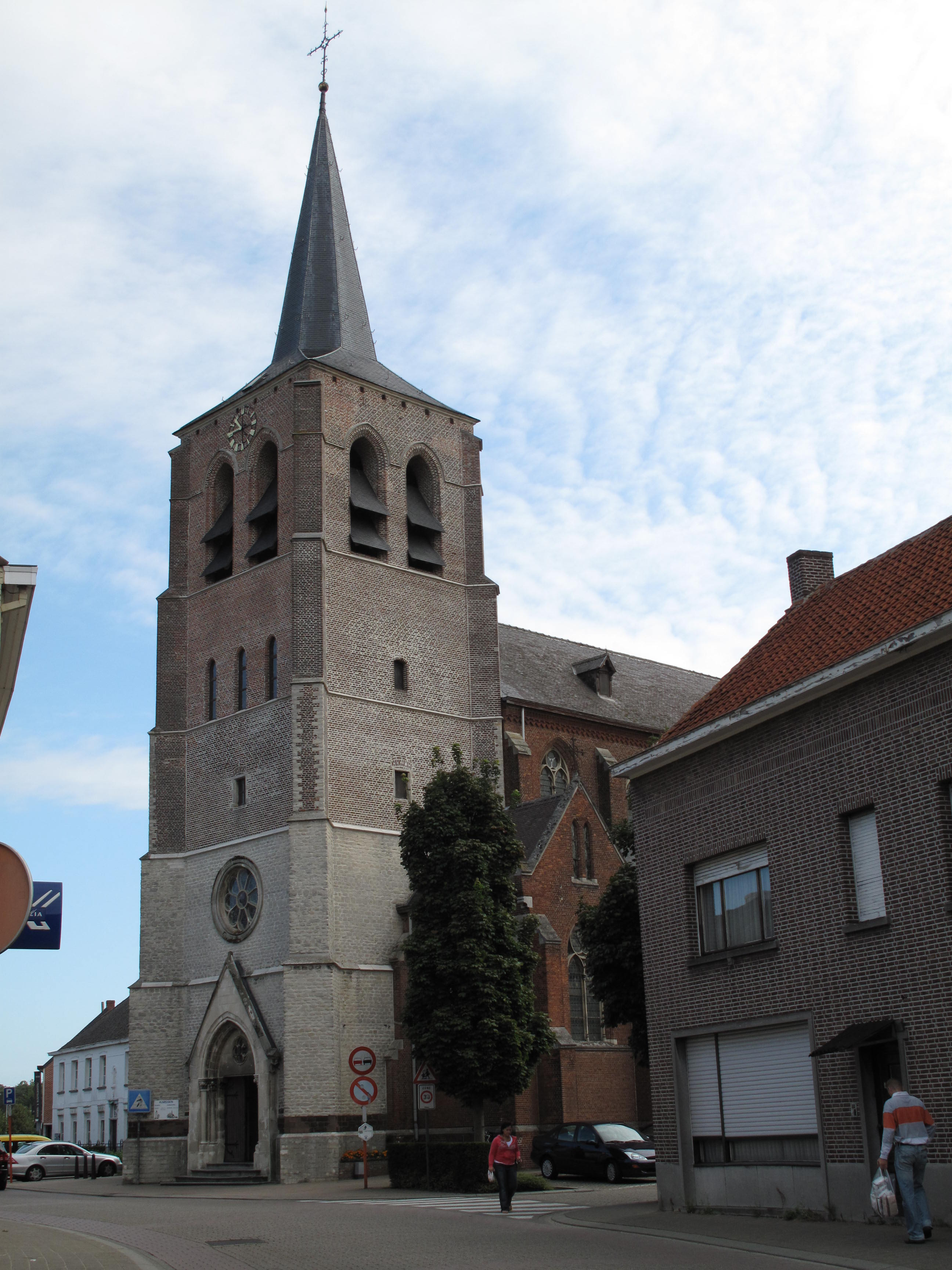
Sint-Bavokerk

De Sint-Bavokerk is de parochiekerk van de tot de Antwerpse gemeente Herentals behorende plaats Noorderwijk, gelegen aan Ring 7.

## Geschiedenis
De eerste vermelding van de kerk is van 1607. Daarin werd melding gemaakt van een kerk die tijdens de godsdiensttwisten (einde 16e eeuw) door de Geuzen in brand was gestoken. Deze kerk zal grotendeels 15e-eeuws geweest zijn. In de loop der eeuwen werden tal van herstellingen uitgevoerd.
In 1870 werd de kerk afgebroken, waarbij de toren werd gespaard om in de nieuwe kerk te worden geïntegreerd. Het ontwerp van de nieuwe kerk was van Johan van Gastel, terwijl later Pieter Jozef Taeymans het werk overnam.

## Gebouw
Het betreft een georiënteerde bakstenen neogotische kruisbasiliek met voorgebouwde 15e-eeuwse westtoren en driezijdige koorsluiting.
De toren heeft vijf geledingen, twee daarvan vormen de zandstenen onderbouw met een band van ijzerzandsteen. De drie bovenste geledingen zijn in baksteen uitgevoerd en de toren heeft een ingesnoerde naaldspits.

## Interieur
Het interieur heeft kleurige neogotische schilderingen die gestileerde symbolen voorstellen. Het kerkmeubilair is gedeeltelijk uit de oude kerk afkomstig, zoals een preekstoel (1662) en diverse 17e- en 18e-eeuwse beelden. Daarnaast zijn er schilderijen als Onze-Lieve-Vrouw met slapend Jezuskind (16e eeuw), de vermenigvuldiging van de broden en de vissen en Sint-Hiëronymus (beide 17 eeuw). Daarnaast zijn er 18e-eeuwse grafstenen.
De kerk bezit daarnaast ook veel neogotische meubelen, namelijk de altaren, de communiebank, de biechtstoelen en het koorgestoelte.